# Stazione di Tricesimo-San Pelagio
La stazione di Tricesimo-San Pelagio è una fermata ferroviaria della linea Pontebbana ubicata nel comune di Tricesimo in provincia di Udine.

## Storia
L'impianto è stato aperto nel 1985 assieme al tratto a doppio binario Tarcento – Posto di Movimento VAT della nuova Pontebbana. Ha sostituito la precedente stazione di Tricesimo che si trovava sulla vecchia linea a singolo binario, in località Braidamatta e la fermata di San Pelagio il cui piccolo edificio è ancora presente a pochi metri dal nuovo fabbricato viaggiatori.

## Strutture e impianti
L'edificio è di un solo piano.
La fermata è dotata, al suo interno, del servizio di biglietteria automatica.

## Movimento
La stazione è servita da treni regionali svolti da Trenitalia nell'ambito del contratto di servizio stipulato con le Regioni interessate, nonché dagli autobus del servizio integrato Udine-Tarvisio.

## Servizi
La stazione dispone dei seguenti servizi:
- Biglietteria automatica

## Interscambi
- Fermata autobus